# Мухина, Евдокия Афанасьевна
Евдокия Афанасьевна Мухина (Мельникова)  — советская разведчица, писательница, депутат и член Президиума Верховного совета Абхазской АССР (1970—1974).

## Биография
Родилась 16 февраля 1925 года в Воронежской области, Таловском районе, в селе Верхней Тишанке. В 1930-х годах вместе с семьёй переехала в село Ачадара в Абхазии.
В 1941 году помогала доставлять раненых из Сухумского порта в госпиталь. В течение 1941 года несколько десятков раз осаждала военкомат с просьбой отправить ее на фронт. В сентябре 1941 года была направлена в школу разведчиков Закавказского фронта. В июне 1942 года была заброшена в тыл немецких войск радистом к «Деду» в Кущевский район Кубани. В течение 5 месяцев передавала разведывательные данные для советских войск. Под угрозой провала была вынуждена покинуть станицу и 10 суток пробиралась к линии фронта.
В декабре 1942 года была выброшена в районе Нальчика. Некоторое время партизанила на территории Украины. Прошла с рейдом от Чернигова через Волынь в Польшу. Закончила войну в Польше. За годы службы в 1941—1943 Евдокия Мухина выросла с 148 до 156 см.
После 1945 года вышла замуж за полкового разведчика, некоторое время проживала в Красноярском крае, стала работать в Сухумской городской больнице. Избиралась депутатом и членом Президиума Верховного совета Абхазской АССР в 1970—1974 годах от 12 Сухумского округа.
С 1995 года проживает в селе Каблукове Щелковского района.

## Семья
Отец — мостостроитель. Сестры — Вера и Матрёна.

## Награды
- Орден Отечественной войны I степени.
- Медаль «За победу над Германией в Великой Отечественной войне 1941—1945 гг.».
- Орден Красной Звезды.

## Сочинения
- Е. Мухина. Суровая юность // Приключения / сост. В. М. Понизовский. — Москва: Молодая гвардия, 1969.
- Е. Мухина. Восемь сантиметров (книга первая) // Новый мир. — 1972. — № 11, 12.
- Е. Мухина. Восемь сантиметров (книга вторая) // Новый мир. — 1973. — № 10, 11, 12.
- Е. Мухина. Дедушка и внучка / Лит. запись Е. Босняцкого ; Рис. И. Мальт. — Москва: Дет. лит, 1974. — 63 с.
- Е. Мухина. Дедушка и внучка / Е. А. Мухина. Пер . И. Шербан ;  Худож . В. Цехмейстер. — Кишинев: Лумина, 1976. — 71 с.
- Е. Мухина. Восемь сантиметров : Воспоминания радистки-разведчицы / Лит. запись Евг. Босняцкого. — Москва: Воениздат, 1975. — 269 с.
- J'étais radio chez les partisans / Evdokia Moukhina; Traduit du russe par Jean Champenois. — Moscou: Éditions du Progrès, 1977. — 501 p.
- Е. Мухина. Восемь сантиметров : Воспоминания радистки-разведчицы / Е. А. Мухина; Лит. запись Е. Босняцкого. — 2-е изд., испр. и доп. — Москва: Воениздат, 1982. — 271 с.
- Е. Мухина. Мои товарищи, партизаны // Вокруг света. — 2007. — 4 июня.

## Экранизации книг
- В 1975 году книга «Восемь сантиметров», которую Е. Мухина писала на протяжении 5 лет, экранизирована в двухсерийном фильме «Назначаешься внучкой»[5][6].